# 実践女子大学短期大学部
実践女子大学短期大学部（じっせんじょしだいがくたんきだいがくぶ、英語: Jissen Women’s University Junior College）は、東京都渋谷区東1-1-49に本部を置く日本の私立大学。1899年創立、1950年大学設置。大学の略称は実践短大。

## 概観

### 大学全体
- 学校法人実践女子学園により、東京都渋谷区内に設置されている日本の私立短期大学。 短期大学制度が発足した1950年に設置され、2学科よりなっている。2022年度をもって学生の募集を停止した[1]。

### 建学の精神（校訓・理念・学是）
- 実践女子大学短期大学部における建学の精神は「品格・高雅にして自立・自営できる女性の育成」となっている[2]。

### 教育および研究
- 実践女子大学短期大学部における教育
  - 日本語コミュニケーション学科：コミュニケーション・日本文学・女性文学に関する科目ほか「児童文学」や「女性文学」などの科目がある。さらに、「コミュニケーションスキル」および「情報スキル」の各コースに応じて科目を履修していくシステムとなっている。
  - 英語コミュニケーション学科：「実践キャリアプランニング」「Integrated English a.b」といった共通科目ほか、「観光ビジネス」および「国際コミュニケーション」の各コースに応じた科目を履修していくシステムとなっている。
- 2020年度における夏期海外語学研修先として、アメリカ・イギリス・カナダ・中国・韓国・フランス・ドイツ・マレーシアがあげられる。現在、TOEFL試験・面接は行っていない。

### 学風および特色
- 実践女子大学開学の翌年に設置されており、短大としての歴史は永い。2020年度に設立70周年を迎えた。
- 大学と類似した学科が設置されている関係上、短大卒業後、実践女子大学に編入学する学生が多い。

## 沿革
- 1882年（明治15年） 桃夭学校創設。日本における私学女子教育の先駆けとなる。
- 1899年（明治32年） 実践女学校、東京・麹町に設置される。下田歌子が初代校長に就任[3]。
- 1916年（大正5年）箱根仙石原に夏季修養寮「仙鶴荘」を開設。
- 1950年（昭和25年） 実践女子学園短期大学（じっせんじょしがくえんたんきだいがく）として開学[4]。当初は、家政科の1科のみで、所在地は渋谷区常盤松町であった。
- 1951年（昭和26年）家政科を生活専攻・被服専攻の2専攻に分離[5]。
- 1952年（昭和27年）国文科と英文科の学科を増設する。蓼沼繁枝が理事長に就任[6]。
- 1967年（昭和42年）家政科を生活・栄養・被服の3コースに分離。図書館学、博物学の講座を開設。
- 1968年（昭和43年） 実践女子短期大学（じっせんじょしたんきだいがく）に改称。
- 1972年（昭和47年） 埼玉県北葛飾郡松伏町の淑徳学園短期大学跡地に移転。
- 1976年（昭和51年） 松伏校地を大正大学に譲渡[6]、日野市の実践女子大学校地に移転。
- 1988年（昭和63年） 学科名を変更。
  - 国文科→国文学科
  - 英文科→英文学科
  - 家政科→生活文化学科。さらに専攻分離する。
    - 生活文化専攻
    - 食物栄養専攻
- 2000年（平成12年） 再び学科名の変更が行われる。
  - 国文学科→日本語コミュニケーション学科
  - 英文学科→英語コミュニケーション学科
  - 生活文化学科
    - 生活文化専攻→生活福祉学科
    - 食物栄養専攻→食物栄養学科
- 2005年（平成17年） 栄養教諭課程が設置される。
- 2011年（平成23年） 生活福祉学科を学生募集停止。
- 2013年（平成25年） 食物栄養学科を学生募集停止。
- 2014年（平成26年） 実践女子大学短期大学部に改称。短期大学部のキャンパスを東京都渋谷区に移転。
- 2022年（令和4年）10月22日　2024年度（令和6年度）以降の学生募集停止が決定される[1]

## 基礎データ

### 所在地
- 東京都渋谷区東1-1-49（渋谷キャンパス）

### 交通アクセス
- 渋谷駅からJR（山手線、埼京線、湘南新宿ライン）／東京メトロ（銀座線、半蔵門線、副都心線）、東急（東横線、田園都市線）、京王井の頭線　東口C1 出口から徒歩約10分
- 表参道駅から東京メトロ（銀座線、半蔵門線、千代田線） B1出口から徒歩約12 分

### 象徴
- 実践女子大学短期大学部のカレッジマークは桜をイメージしている。

## 教育および研究

### 組織

#### 学科
- 日本語コミュニケーション学科
- 英語コミュニケーション学科

#### 過去に存在した学科
- 生活福祉学科
- 食物栄養学科

##### 取得資格について
- 司書資格
  - 日本語コミュニケーション学科
  - 英語コミュニケーション学科
- なお、過去に設置されていた食物栄養学科では、栄養士資格と栄養教諭二種免許状が取得できた。
- 過去には、 中学校教諭二級免許状が取得できる教職課程が設けられていた[7]
  - 国語：日本語コミュニケーション学科の前身である国文学科にて設置されていた。
  - 英語：英語コミュニケーション学科の前身である英文学科にて設置されていた。
  - 家庭・保健：生活福祉学科の前身である生活文化学科生活文化専攻（旧：家政科）にて設置されていた。
- 当初は、高等学校教諭免許状も併設されており、国文科で（国語）、英文科で（英語）、家政科で（家庭）（保健）となっていた[8]。

## 学生生活

### 部活動・クラブ活動・サークル活動
- 実践女子大学短期大学部のクラブ活動は体育系・文化系とも大学と合同で行われている。
- 2020年時点では、大学公認の学生団体は休部中のものを含めて文化系、体育系合わせて現在65団体あり、準公認団体は1団体。両キャンパスで日々活発な活動を行っている。

### 学園祭
- 実践女子大学短期大学部の学園祭は「常磐祭」と呼ばれ、著名人を招いたコンサートやトークショー、各クラブやサークル毎の発表会が催される。ちなみに、2006年度に行なわれた第50回目の学園祭におけるテーマは「百花繚乱」となっていた。
- 2010年第6回常盤祭では台風の影響でトークショーは中止されたが、お笑いライブは決行された。お笑いライブにはEXIT、しずる、3時のヒロインなどが出演した。

## 大学関係者と組織

### 大学関係者一覧

#### 大学関係者
- 宇野哲人：初代学長
- 山岸徳平
- 守随憲治
- 桂田利吉
- 多田基
- 井本農一
- 吉川正己
- 分銅惇作
- 飯島俊郎
- 湯浅茂雄：2007年より学長に就任。

#### 出身者
- 稲野和子 - 女優、中退
- 栗原啓子 - 元女優
- 丹下桜 - 声優
- 森佳子 - 元西日本放送アナウンサー
- 松岡洋子 - 元フリーアナウンサー（元セント・フォース所属）
- 倉本康子 - ファッションモデル
- 草野たき - 小説家
- 梅田香子 - 小説家、スポーツライター
- 北村浩子 - フリーアナウンサー
- 黒澤葉月 - グラビアアイドル、タレント

## 施設

### キャンパス
- 10階建てのビルを渋谷キャンパスとしている。渋谷キャンパスでは，短期大学部の学生とともに，大学の文学部と人間社会学部の学生が学んでいる。
- 実践女子大学・実践女子大学短期大学部図書館

## 対外関係

### 他大学との協定

#### アメリカ
- アメリカ（ハワイ）カピオラニ・コニュニティーカレッジ（派遣留学）
- アメリカ（ハワイ）リーワード・コミュニティーカレッジ（派遣留学）

#### オーストラリア
- ストッツカレッジ（派遣留学）
- サンシャインコースト大学（派遣留学）
- ビクトリア大学（派遣留学）

#### マレーシア
- アジアパシフィック大学（派遣留学）

### 関係校
- 東京都私立短期大学協会コンソーシアム

### 系列校
- 実践女子大学

## 社会との関わり
- 日野市のごみ情報誌編集に、日本語コミュニケーション学科の学生が参加していた。

## 卒業後の進路について

### 就職について
- 日本語コミュニケーション学科：国分ビジネスエキスパート・トヨタエンタプライズ・トヨタエンタプライズ・ビックカメラ・ヤマダ電機・昭和信用金庫・大樹生命保険・横浜信用金庫・SUBARU・三菱鉛筆・ソフトバンク
- 英語コミュニケーション学科：アートコーポレーション・ANAエアポートサービス・いすゞ自動車・キャノン・そごう・西武・ホンダカーズ・アドバンス・フジソフトウェアサービス・NECマネジメントパートナー・空港ターミナルサービス・グランベルホテル・京王プラザホテル・東急リゾートサービス

### 編入学･進学実績
- 系列の実践女子大学以外では、以下の実績がある。
  - 日本語コミュニケーション学科：日本大学・東京経済大学・相模女子大学・大正大学・東洋学園大学・恵泉女学園大学・駒澤大学・駒澤女子大学・嘉悦大学・杏林大学・二松學舎大学
  - 英語コミュニケーション学科：駒澤大学・駒澤女子大学・東海大学・嘉悦大学・創価大学・東京女子大学・共立女子大学・拓殖大学・玉川大学

## ロケ地
GTO (1998年のテレビドラマ)のロケ地としても使われた。